# Veszelka Imre
Veszelka Imre (Balástya, 1821 k. – 1909 k.) betyár, kocsmáros. Rózsa Sándor betyárvezér jobbkeze.
A Veszelka család Felvidékről érkezett Csongrád vármegyébe, és Balástya környékén telepedett le. Gyógyfüvek árusításával foglalkoztak, de emellett a rablók egy finomított életformáját művelték: szegényeket nem bántottak, sőt a gazdagoktól elvett vagyonból jótékonykodtak.